# Futbol'nyj Klub Lokomotiv Moskva 1985

## Stagione
La Lokomotiv Mosca, allenata dal duo Žuravlëv-Julygin, nella stagione 1985 terminò il campionato sovietico di seconda divisione al 6º posto. In coppa nazionale i moscoviti furono eliminati al terzo turno dal Fakel Voronež.

## Rosa
| N. |                             | Ruolo | Calciatore       |
| -- | --------------------------- | ----- | ---------------- |
| -  | Unione Sovietica (bandiera) | P     | Sergej Baburin   |
| -  | Unione Sovietica (bandiera) | P     | Igor Pestrecov   |
| -  | Unione Sovietica (bandiera) | D     | Aleksandr Bokij  |
| -  | Unione Sovietica (bandiera) | D     | Dmitrij Bystrov  |
| -  | Unione Sovietica (bandiera) | D     | Igor' Makarov    |
| -  | Unione Sovietica (bandiera) | D     | Andrej Solovcov  |
| -  | Unione Sovietica (bandiera) | D     | Evgenij Mileškin |
| -  | Unione Sovietica (bandiera) | D     | Igor' Terenin    |
| -  | Unione Sovietica (bandiera) | C     | Evgenij Drožžin  |

| N. |                             | Ruolo | Calciatore           |
| -- | --------------------------- | ----- | -------------------- |
| -  | Unione Sovietica (bandiera) | C     | Andrej Iljaskin      |
| -  | Unione Sovietica (bandiera) | C     | Aleksej Kolesnikov   |
| -  | Unione Sovietica (bandiera) | C     | Rinat Biljaletdinov  |
| -  | Unione Sovietica (bandiera) | C     | Vladimir Bodrov      |
| -  | Unione Sovietica (bandiera) | C     | Aleksej Viktorovič   |
| -  | Unione Sovietica (bandiera) | C     | Jurij Bykov          |
| -  | Unione Sovietica (bandiera) | A     | Valerij Gladilin     |
| -  | Unione Sovietica (bandiera) | A     | Aleksandr Kalašnikov |
| -  | Unione Sovietica (bandiera) | A     | Andrej Ševcov        |

## Risultati

### Kubok SSSR
| Arbitro: | Lysenko (Odessa) |

|           |           |  |
| Bykov 13’ | Marcatori |  |

| Arbitro: | Ageev (Qostanay) |

|                            |           |  |
| Kalašnikov 72’ Makarov 82’ | Marcatori |  |

| Arbitro: | Kobyčik (Černivci) |

|                         |           |  |
| Sošenko 41’ Pimušin 50’ | Marcatori |  |

## Statistiche

### Statistiche di squadra
| Competizione    | Punti | Totale | Totale | Totale | Totale | Totale | Totale | DR |
| Competizione    | Punti | G      | V      | N      | P      | Gf     | Gs     | DR |
| --------------- | ----- | ------ | ------ | ------ | ------ | ------ | ------ | -- |
| Pervaja Liga    | 43    | 42     | 16     | 11     | 15     | 52     | 51     | +1 |
| Coppa dell'URSS | -     | 3      | 2      | 0      | 1      | 3      | 2      | +1 |
| Totale          | 43    | 45     | 18     | 11     | 16     | 55     | 53     | +2 |